# Yakuza

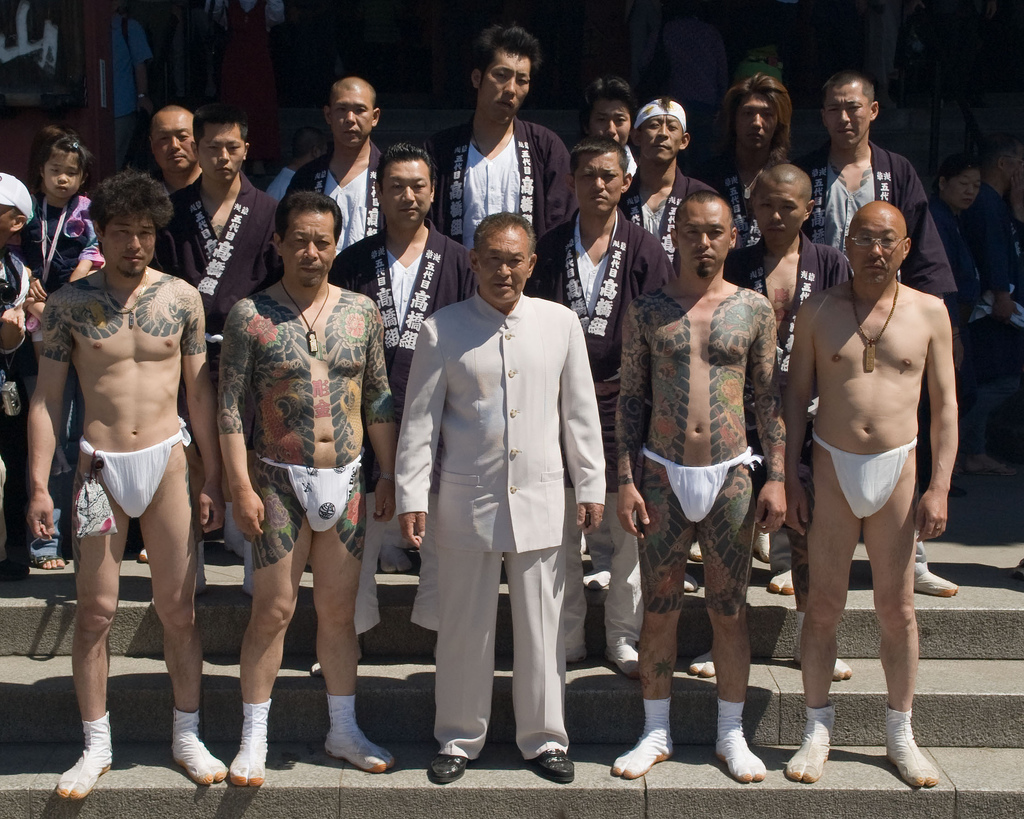
Un gruppo yakuza

La yakuza (hiragana: やくざ, katakana: ヤクザ), chiamata dal capo anche gokudō (極道?) è un'organizzazione criminale tradizionale giapponese, suddivisa in numerose bande dette kumi o – nella terminologia legale – bōryokudan (暴力団? letteralmente "gruppo violento").
Il nome deriva da tre numeri, 8-9-3, che si traducono rispettivamente in hachi, kyuu e san (ha-kyuu-sa, da cui deriva appunto ya-ku-za), che costituivano il punteggio più basso di un gioco di carte giapponese, chiamato Oicho-Kabu.

## Storia

### Le origini

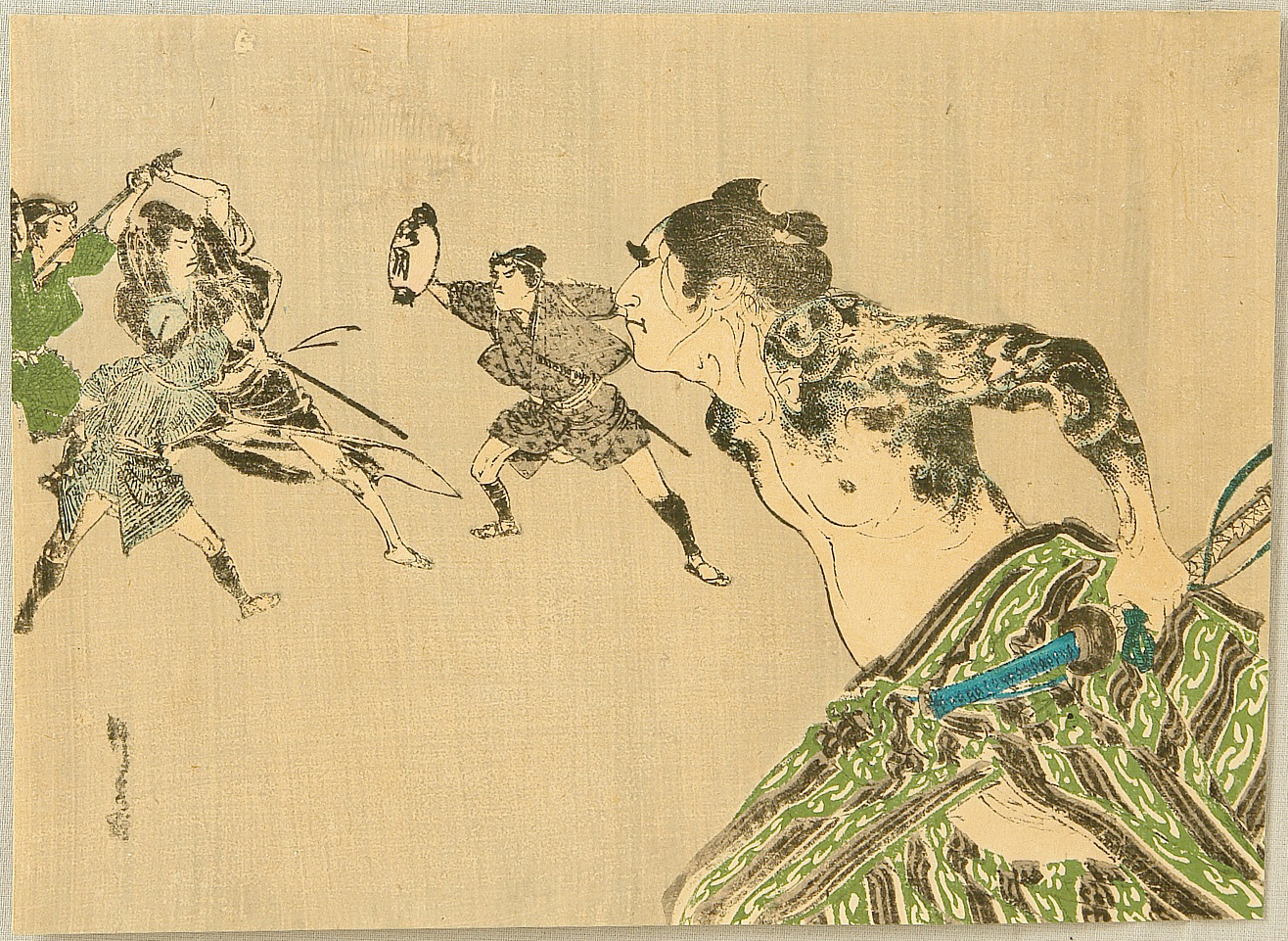
Uno yakuza con un tatuaggio di drago sta correndo per aiutare il suo compagno, che sta combattendo contro la polizia.

Anche se non chiare del tutto le origini della yakuza sono da rintracciare nel XVI secolo. Nonostante l'incertezza circa l'origine unica delle organizzazioni yakuza la maggior parte degli yakuza moderni derivano da due categorie emerse nella metà del periodo Edo (1603–1868): i tekiya, coloro che in primo luogo spacciavano merci illecite, rubate o scadenti; e i bakuto, coloro che erano coinvolti o partecipavano a giochi d'azzardo.
I tekiya erano considerati uno dei più bassi gruppi sociali a Edo. Quando iniziarono a formare le loro organizzazioni presero alcune funzioni amministrative relative al commercio, come ad esempio l'assegnazione di stallo e la protezione delle loro attività commerciali. Durante le feste shintoiste questi venditori ambulanti aprivano le bancarelle e alcuni membri vennero assunti per agire come agenti di sicurezza. Ogni ambulante pagava l'affitto in cambio di un incarico di stallo e la protezione durante la fiera (una forma di estorsione analoga al pizzo).
L'Impero giapponese, fino a quel momento logorato da incessanti guerre, riuscì a trovare una certa stabilità politico-sociale durante lo shogunato Tokugawa. Nonostante ciò, numerosi samurai, che fino a quel momento avevano ricoperto ruoli altisonanti, non riuscirono a inserirsi nel sistema burocratico e, sentendosi ai margini della società, si riunirono in piccoli gruppi chiamati hatamotoyakko, dediti all'oppressione della popolazione, considerati da molti i progenitori della yakuza. Altri ritengono che i suoi antenati furono i machiyakko, bande di rōnin al servizio della gente indifesa. L'organizzazione si specializzò inoltre in atti intimidatori nei confronti degli avversari politici e in accordi con persone autorevoli del mondo economico, garantendosi così posti sempre più rispettati e ingenti guadagni. L'organizzazione conobbe un periodo di crisi dopo la seconda guerra mondiale, quando il Giappone fu occupato dalle forze alleate guidate dagli Stati Uniti, ma riuscì a rimanere in attività e persino a guadagnarsi la stima della coalizione, approfittando delle divisioni interne al comando supremo delle forze alleate (SCAP).

### Il secondo dopoguerra

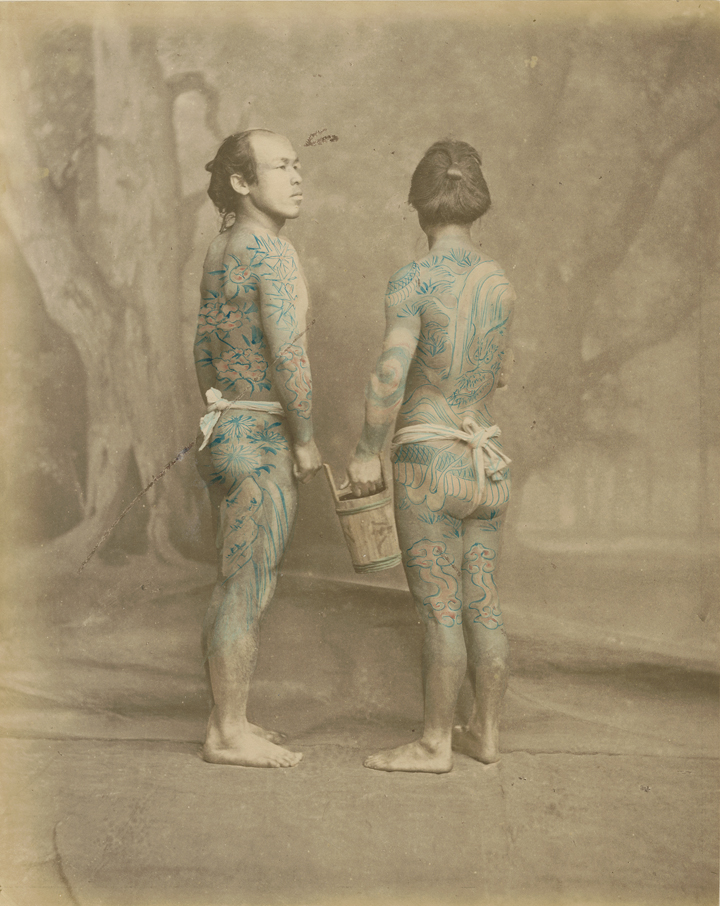
Un primo esempio di tatuaggi irezumi, 1870

Dopo la seconda guerra mondiale la yakuza ottenne il compito di mantenere l'ordine pubblico in cambio di appalti nell'edilizia. Fu così che la mafia giapponese rinacque e divenne ancora più influente di prima: si infiltrò nel Partito Liberal Democratico, fornì guardie del corpo ai politici più importanti, appoggiò campagne elettorali portando voti con le minacce e intervenne spesso nel settore industriale. Davanti al sempre più crescente potere dell'organizzazione lo SCAP adoperò misure drastiche, arrivando ad arrestare circa 50.000 persone, di cui solo una minima parte fu condannata. 
Nel 1992 per poter ostacolare l'ascesa dell'organizzazione il governo giapponese emanò la legge anti-boryokudan, che dichiarò illegali tutte quelle associazioni che ricorrono a violenza e intimidazione. Inizialmente il provvedimento sembrò dare buoni frutti, in quanto più di mille membri furono arrestati e altre migliaia di loro uscirono dal giro per immettersi in attività legali, ma con il tempo si rivelò inefficace, dato che i componenti dei clan scomparsi si unirono a quelli più potenti come Yamaguchi-gumi di Kōbe e Sumiyoshi-kai di Tokyo, accrescendo così la loro supremazia.

### Il XXI secolo
Nell'estate del 2015, l'organizzazione ha visto una divisione interna da parte della Yamaguchi-gumi che prende il nome di Kobe Yamaguchi-gumi, continuando a usare logo e simboli della yakuza originale. La yakuza gode anche dell'appoggio di molti giapponesi che vedono in essa dei protettori su cui fare affidamento, nonostante numerose campagne di sensibilizzazione da parte del governo nipponico. Per questo i suoi adepti circolano tranquillamente con abiti prestigiosi a bordo di auto lussuose, mostrano con disinvoltura il loro biglietto da visita e si riuniscono in eleganti edifici dove è facilmente visibile il loro logo. La polizia giapponese trova numerose difficoltà nel contrastare l'organizzazione.

## Caratteristiche ed attività

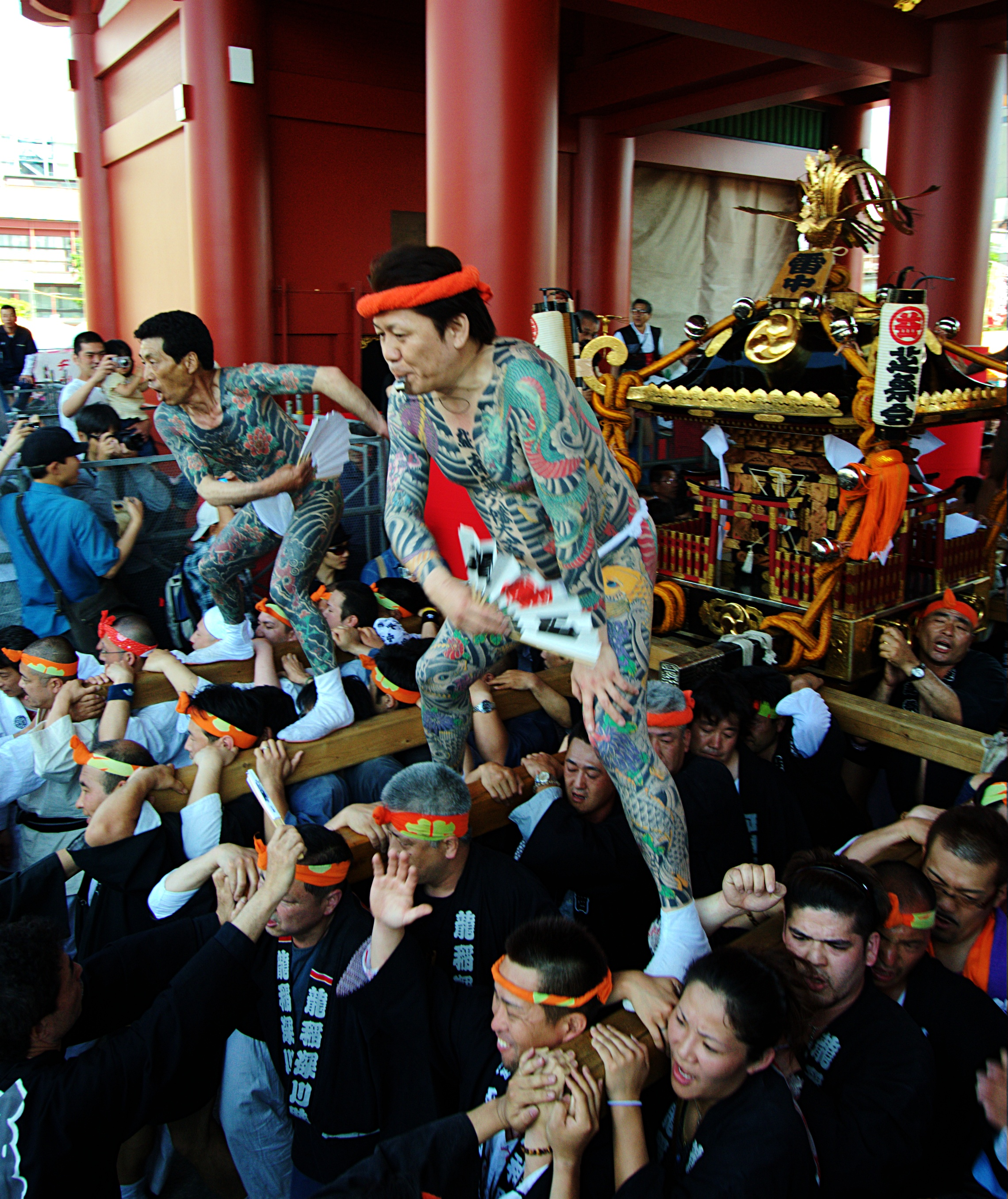
La yakuza partecipa spesso a festival locali come Sanja Matsuri dove spesso cavalcano il santuario per le strade sfoggiando con orgoglio i loro elaborati tatuaggi

I loro appartenenti a volte la definiscono ninkyō hentai (任侠団体?), nome il cui significato è accostabile a quello di "onorata società". Nella letteratura e nella stampa occidentale solitamente vi si riferisce con il termine generico di "mafia giapponese" o Boryokudan ("bo: rekudan"). La yakuza è basata sui valori della famiglia patriarcale di acritica obbedienza ai principi di stretta osservanza con il capo e una serie di regole (codice della mafia), che prevedeva alla violazione un'inevitabile punizione. La stabilità e la durata dei vari clan yakuza forniscono un rapporto specifico tra il capo e i suoi subordinati e la conservazione delle ("fraterne") relazioni orizzontali tra i membri di rango e subordinati del gruppo.
La yakuza è strettamente intrecciata nella vita economica e politica del Giappone e ha un certo numero di distintivi, ma le sue caratteristiche sono intrinseche. A differenza di altre strutture criminali del mondo, la yakuza non ha una ben definita zona territoriale di influenza, non si basa su legami familiari come la base strutturale della loro organizzazione e non cerca di mantenere il segreto sulla gerarchia interna, le dimensioni o la composizione della leadership (molti gruppi yakuza hanno il loro ufficiale logo, non nascondono la posizione della sede e il nome del capo; molti dei gruppi sono inoltre registrati sotto il "tetto" di varie associazioni patriottiche di destra o dei sindacati).
L'esistenza della gran parte dei gruppi yakuza è nota al pubblico e molti dei loro membri non temono di rendersi pubblicamente identificabili, vestendo in modo appariscente ed esprimendosi a volte in un gergo peculiare. Difatti, a causa del profondo radicamento nel territorio, dovuto in parte ai trascorsi del periodo feudale e alla protezione spesso fornita da gruppi legali di estrema destra — uyoku (右翼?, letteralmente "destra") — la polizia giapponese ha grandi difficoltà nel combattere queste organizzazioni; il più importante atto di legislazione antimafia in Giappone risale solo al 1995.
Un altro segno distintivo dei membri di questi gruppi sono i grandi tatuaggi, che tutti gli affiliati si fanno eseguire, ma che usualmente nascondono. L'associazione fra tatuaggi e yakuza in Giappone è tale che questa pratica è quasi completamente assente nel resto della popolazione; in tutte le palestre e piscine delle maggiori città giapponesi sono inoltre affissi cartelli che vietano l'ingresso a chi ha tatuaggi.

## Consistenza
Dal 1950 le autorità di contrasto giapponesi avevano il numero di conto dei membri ufficiali di gruppi yakuza. Se il tipico capo prima della guerra delle bande consisteva in un massimo di cinquanta membri, il raggruppamento del dopoguerra riunisce centinaia e magari migliaia di gangster. Nel 1958 la polizia stimò il numero di yakuza di 70.000 persone, nel 1963 184.000 uomini uniti in 5.200 bande, nel 1982 103.300 persone (più 2.400 bande) e nel 1988 86.300 persone (3.200 bande).
Nei primi anni novanta il numero della yakuza superò le 90.000 persone (anche se dopo l'adozione della legge antimafia il numero di gangster nei diversi anni scese a 79.300). Secondo i dati della polizia del 2002, i membri della yakuza sono pari a 85.300, nel 2005 circa 87.000 e nel 2007 quasi 85.000 secondo la direzione generale della polizia del 2008 messa sul conto di oltre 82.000 gangster. Secondo dati non ufficiali ci sono circa 110.000 membri attivi della yakuza uniti in 2.500 gruppi (famiglie). Un fattore importante che contribuisce al gran numero della yakuza è la strutturazione rigida della società giapponese, mentre i gangster sindacali svolgono una funzione sociale da "ultima spiaggia" per le persone che non hanno una famiglia completa o un normale funzionamento.

## Attività

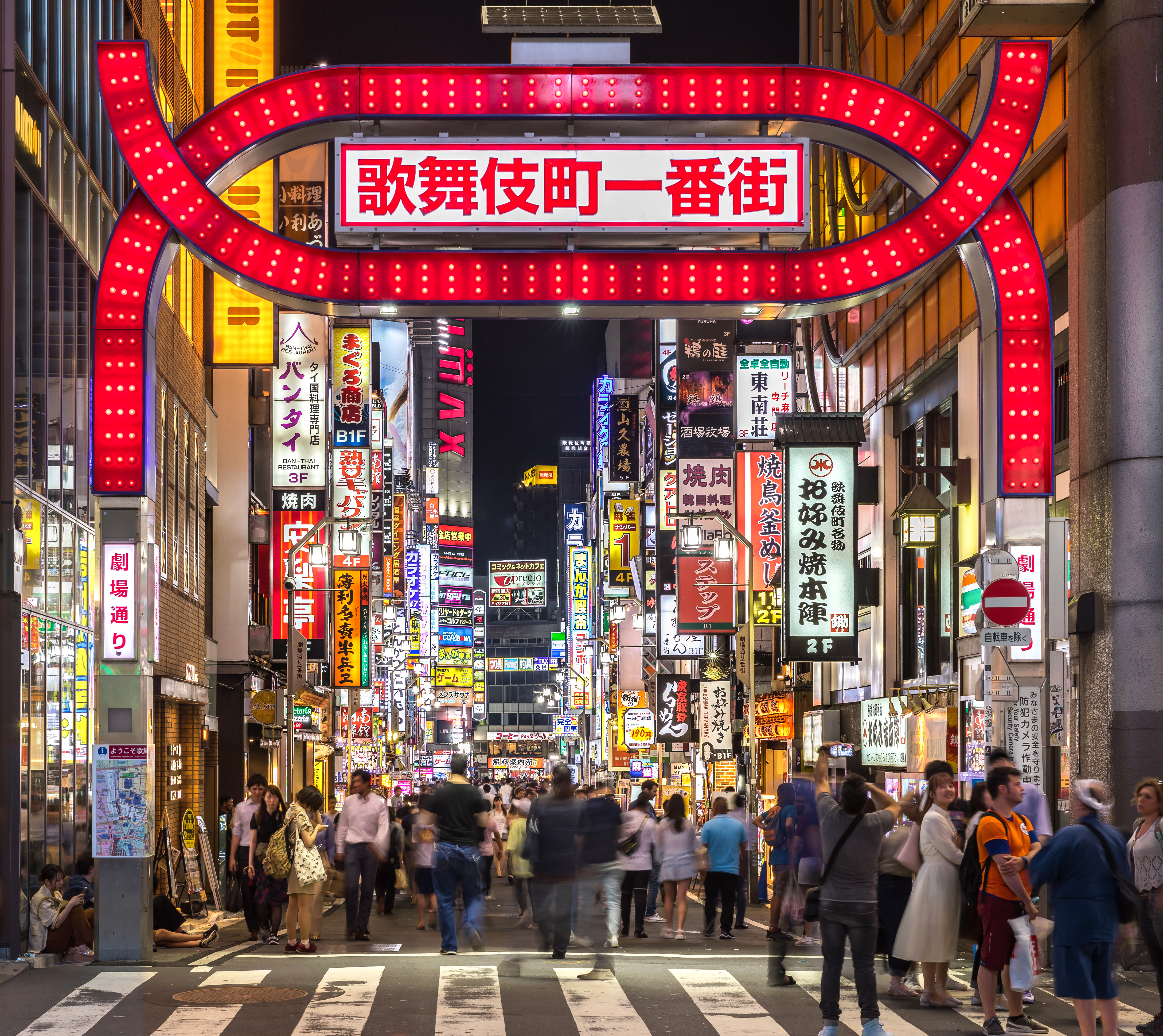
Le Kabukicho distretto di Shinjuku è storicamente conosciuta come un popolare ritrovo della yakuza a Tokyo.

Le attività illegali delle quali si occupa la yakuza sono speculazioni finanziarie e immobiliari, traffico di droga e armi, estorsioni, gioco d'azzardo (soprattutto il pachinko), sfruttamento della prostituzione e infiltrazione nelle attività aziendali. Molti gruppi si sono spinti fino ad acquistare azioni di grandi società per poter accedere alle riunioni delle assemblee e dei consigli di amministrazione, dove gli inviati della banda commettevano atti di aperta intimidazione nei confronti dei soci e degli amministratori a scopo di estorsione. Questi fatti non venivano quasi mai denunciati. La peculiarità fisica, caratteristica di questa organizzazione, è che ai suoi affiliati viene asportata la prima falange del dito mignolo. Tale rituale si chiama yubitsume ("taglio cerimoniale"). Ciò richiama alla mente il rapporto oyabun-kobun ("padre-figlio", "discepolo-maestro") e il significato più antico del gesto che simboleggiava l'espiazione delle colpe e la venerazione verso il maestro a cui viene consegnata la falange in un fazzoletto di stoffa pregiata. Tra i motivi che hanno sempre attirato verso la yakuza la simpatia della popolazione e un certo atteggiamento bonario delle istituzioni giapponesi, almeno fino al 1992, è il continuo richiamo solo teorico e la parvenza formale ipocrita di adesione al bushidō, codice di comportamento del samurai ispirato al senso del dovere e dell'onore (giri) e al sentimento umano (ninjo), caratterizzato dall'altruismo verso i più deboli e generosità verso i poveri. Valori travolti ormai da decenni in questo tipo di organizzazione nata in origine come una società di mutuo soccorso.
Grazie alle sue attività la yakuza è considerata la mafia più potente e più ricca del mondo: secondo alcune stime l'organizzazione arriva a fatturare 60 miliardi di dollari l'anno attraverso le attività legali (dalle semplici attività di ristorazione agli investimenti in borsa), ma tale cifra raggiunge i 180 miliardi di dollari se si considerano le attività illegali (racket, estorsioni, prostituzione, traffico di armi e traffico di droga).

## Gruppi
- Aizukotetsu-kai
- Asano-gumi
- Azuma-gumi
- Dojin-kai
- Goda-ikka
- Goto-gumi
- Honda-kai
- Ichiwa-kai
- Inagawa-kai
- Kantō-kai
- Kishimoto-gumi
- Kitamura-gumi
- Kodo-kai
- Kyokuryu-kai
- Kokusui-kai
- Kozakura-ikka
- Kyodo-kai
- Kyokuto-kai
- Kyokuto-SakuraiSoke-Rengokai
- Kyosei-kai
- Kudō-kai
- Matsuba-kai
- Nakano-kai
- Okinawa Kyokuryu-kai
- Sakaume-gumi
- Shinwa-kai
- Shinwa-kai
- Soai-kai
- Suishin-kai
- Sumiyoshi-ikka
- Sumiyoshi-kai
- Taishu-kai
- Takumi-gumi
- Toa Yuai Jigyo Kumiai
- Tobe-kai
- Yamaguchi-gumi
- Yamaken-gumi
- Yamano-kai

## Nella cultura di massa
- Yakuza film (genere cinematografico). Esempio recente: la trilogia di Kitano (2010 - 2017).
- Nel 1975 il regista Sydney Pollack diresse il film Yakuza con Robert Mitchum, Brian Keith e Ken Takakura, pellicola che descriveva con accurata precisione i meccanismi interni dell'organizzazione criminale e le sue ramificazioni all'estero, come negli Stati Uniti, secondo il soggetto cinematografico.
- La Yakuza è presente nel film Black Rain - Pioggia sporca di Ridley Scott.
- La Yakuza è presente nel film Into the Sun (2005) con protagonista Steven Seagal.
- La Yakuza è presente nell'episodio L'ombra del Dragone della prima stagione di Walker Texas Ranger.
- Kazuya, personaggio immaginario della serie di videogiochi picchiaduro Tekken, non è altro che l'anagramma di Yakuza.
- Nel 2006 è uscito il videogioco omonimo Yakuza e successivamente il seguito Yakuza 2, Yakuza 3, Yakuza 4, Yakuza 5, Yakuza 6, Yakuza 0, Yakuza Kiwami, Yakuza Kiwami 2 e Yakuza: Like a Dragon. Dalla serie è tratto anche il film Like a Dragon. "Like a Dragon" è la traduzione letterale del titolo del gioco in giapponese.
- Il manga Sanctuary di Sho Fumimura e Ryōichi Ikegami è interamente incentrato sul mondo della yakuza e sui rapporti di questa con il potere politico.
- Il manga Nisekoi ha per protagonista il figlio di un capo della yakuza.
- Il manga Ichi The Killer di Hideo Yamamoto, da cui è stato tratto anche un adattamento cinematografico diretto da Takashi Miike, è incentrato sul mondo della Yakuza ed è ambientato nel quartiere di Kabukicho.
- Nel film The Fast and the Furious: Tokyo Drift l'antagonista è il nipote del boss della Yakuza.
- Nella serie Toradora! il protagonista maschile Ryūji Takasu è figlio di un temuto membro della Yakuza.
- La yakuza è a volte citata nella serie manga City Hunter.
- La Yakuza è anche presente nella serie TV Marvel Daredevil e in vari fumetti della Marvel e film come Wolverine - L'immortale e (seppur per una brevissima apparizione) Avengers: Endgame.
- In un episodio della serie anime Kiseiju - L'ospite indesiderato, il parassita Gotou entra all'interno di un quartier generale della Yakuza e massacra tutti i presenti all'interno per testare la resistenza del suo corpo.
- Viene citata, ma superficialmente nel fumetto italiano Lazarus Ledd, dove il protagonista lotta contro un piccolo gruppo in 2 numeri della serie.
- Viene menzionata nel manga e nell'anime Golden Boy.
- Nella serie La via del grembiule - Lo yakuza casalingo il protagonista Tatsu è un ex capo della yakuza.
- Nella serie Giri/Haji, indicata su Rotten Tomatoes come una delle migliori serie Netflix, la Yakuza ė alla base di un avvincente poliziesco che si svolge tra Londra e Tokyo.
- Nel manga e anime Gintama, vari gruppi criminali sono associati alla Yakuza.
- Nella serie TV Amazon Prime The Man in the High Castle, la Yakuza compare in tutte e quattro le stagioni.
- Yakuza è il titolo di una traccia di Sosmula nell'album Toxic Boogaloo pubblicato il 31 luglio 2020.
- La Yakuza è anche una gang giapponese nella serie Grand Theft Auto, precisamente in Grand Theft Auto III
- Nel film The Outsider (2018) il protagonista interpretato da Jared Leto entra a far parte della Yakuza.
- Nel 2007 il giornalista Pio d'Emilia, corrispondente di Sky Italia dal Giappone, realizzò un reportage in cui venivano descritte le attività della yakuza nella terra del sol levante. Lo speciale andò in onda su Sky TG24.